# Samuel Gouet
Samuel Yves Oum Gouet, född 14 december 1997 i Ayos, är en kamerunsk fotbollsspelare som spelar för belgiska Mechelen och Kameruns landslag.

## Klubbkarriär
Den 23 juni 2021 värvades Gouet av belgiska Mechelen, där han skrev på ett treårskontrakt.

## Landslagskarriär
Gouet debuterade för Kameruns landslag den 6 januari 2016 i en 1–1-match mot Rwanda. Han har varit en del av Kameruns trupp vid Afrikanska mästerskapet i fotboll 2021 och VM 2022 i Qatar.